# Dyrektywa (językoznawstwo)
Dyrektywa – wypowiedź, która formułuje zakaz lub nakaz określonego postępowania. Dyrektywa nie jest twierdzeniem o rzeczywistości, wobec czego nie można orzec o jej prawdziwości; można za to orzec o jej obowiązywaniu, tj. o tym, czy ktoś się do niej stosuje lub czy postępowanie sprzeczne z jej treścią jest sankcjonowane.